# Resolució 1887 del Consell de Seguretat de les Nacions Unides
En la Resolució 1887 del Consell de Seguretat de les Nacions Unides, adoptada per unanimitat el 24 de setembre de 2009, el Consell va dirigir la no proliferació i la prevenció de la propagació d'armes de destrucció massiva al món.

## Detalls
Amb aquesta resolució, el Consell busca "un món més segur per a tots i crear les condicions per a un món sense armes nuclears d'acord amb els objectius del Tractat de No Proliferació Nuclear (TNP), en un manera que promou l'estabilitat internacional, i es basa en el principi de seguretat no disminuïda per a tots". Va demanar a tots els països que s'adhereixin a les seves obligacions en virtut del TNP, inclosa la cooperació amb l'Agència Internacional de l'Energia Atòmica, i que les nacions estableixin mesures per reduir les armes nuclears.

## Adopció
El Consell va aprovar per unanimitat la resolució. Excepte Líbia, tots els membres estaven representats pels seus caps d'estat o de govern. La reunió va ser presidida pel president dels Estats Units, Barack Obama.

### Membres permanents del Consell de Seguretat
- : El president Hu Jintao va votar a favor de la resolució, ja que "per crear un món més segur per a tots, primer hem d'eliminar l'amenaça de la guerra nuclear". No obstant això, va destacar "el dret de tots els països a l'ús pacífic de l'energia nuclear".[4]
- : El president Nicolas Sarkozy va posar l'accent en les "violacions" de les resolucions anteriors d'Iran i Corea del Nord, que no van posar "absolutament cap atenció al que la comunitat internacional [va dir]".[4]
- : El president Dmitri Medvédev va dir que "el nostre principal objectiu compartit era desenredar els nusos problemàtics en el camp de la no proliferació i el desarmament". Va afegir que "el problema de l'energia nuclear pacífica [requeria] una atenció seriosa".[4]
- : El primer ministre Gordon Brown va dir que "amb l'acord unànime […] sota el lideratge del president Obama, i amb els grans discursos que s'havien fet al voltant del taula ", el Consell" enviava un missatge únic i inequívoc a tot el món" que "els Estats posseïdors d'armes nuclears i els Estats no posseïdors d'armes nuclears" es comprometien a "crear les condicions per a un món lliure d'armes nuclears."[4]
- : El president Barack Obama, que presidia la reunió, va declarar que "els propers 12 mesos [serien] absolutament crítics per determinar si aquesta resolució" i "els esforços generals per aturar la propagació i l'ús d'armes nuclears" seria un èxit.[5]

A més, es va instar als països que no havien signat el TNP a fer-ho.

### Membres elegits del Consell de Seguretat
- : El president Heinz Fischer va dir que Àustria estava "molt satisfeta" amb la resolució, però va assenyalar que "les resolucions no eren suficients", ja que "cada Estat ha d'acceptar la responsabilitat i la participació activa".[4]
- : El president Blaise Compaoré es va fer ressò de les opinions de la resta del Consell, declarant que "la qüestió de la no proliferació nuclear i el desarmament [era] en el cor dels problemes relacionats amb el manteniment de la pau i la seguretat internacionals."[4]
- : El president Stjepan Mesić va advocar per un reforç del "paper de les Nacions Unides" i va declarar que "cada país ha de garantir el seu dret a l'ús pacífic de l'energia nuclear".[4]
- : El president Óscar Arias Sánchez va comentar que "no semblava plausible parlar d'un món més segur sempre que ni tan sols s'hagin honrat els acords existents".[4]
- : El Primer Ministre Yukio Hatoyama va acollir amb satisfacció la resolució, recordant que "Japó [havia] escollit caminar per un camí no nuclear […] per evitar el cicle viciós de la carrera nuclear" i perquè "com a única víctima del bombardeig nuclear, [havia vist] la responsabilitat moral en fer-ho".[4]
- : El representant permanent Abdurrahman Mohamed Shalgham va dir que Líbia volia que "Orient Mitjà fos una zona lliure d'armes nuclears" i va defensar el dret de tots els Estats "a desenvolupar les seves capacitats utilitzar l'energia nuclear i enriquir el combustible nuclear, però només amb finalitats pacífiques."[4]
- : El president Felipe Calderón va dir que "Mèxic [estava] convençut que la pau i la seguretat mundial [no podia] construir-se sobre l'acumulació d'arsenals nuclears" i que la resolució "ha de ser la primer pas d'un nou favor del desarmament."[4]
- : El Primer Ministre Recep Tayyip Erdoğan va destacar que hi havia "una necessitat d'un enfocament incremental i sostingut respecte al desarmament nuclear" i va declarar que Turquia creia que "els Estats compleixen plenament amb els seus drets". Les obligacions de salvaguarda han de gaudir d'un accés sense restriccions a l'energia nuclear civil."[4]
- : El president Yoweri Kaguta Museveni es va fer ressò del sentiment del Consell i va subratllar que "Àfrica no estava interessada en les armes nuclears sinó en l'energia nuclear."[4]
- : El president Nguyễn Minh Triết va donar suport al consens del Consell, destacant el compromís del seu país per la no proliferació.[4]